# Siva mrena
Síva mréna ali katarákta je očesna bolezen, pri kateri očesna leča postane motna, zaradi česar prepušča manj svetlobe, to pa povzroči slabšanje vida. Lahko jo povzročijo številni dejavniki, najpogosteje pa je normalna posledica staranja; s časom prihaja do nalaganja pigmentov v leči in denaturiranja beljakovin v njej, kar poruši beljakovinsko strukturo in spremeni prosojnost. V očesu so poleg tega molekularni mehanizmi za zaščito pred okvarami in popravljanje napak manj aktivni zaradi sprememb v izražanju genov.
Siva mrena je progresivno obolenje, ki običajno napreduje počasi in je najpogostejši vzrok za izgubo vida pri starih ljudeh. Med simptomi sta poslabšan barvni vid in kontrast, zato imajo ljudje s sivo mreno težave pri vožnji, branju ter prepoznavanju obrazov ter zaradi bleščanja ob močnih virih svetlobe.

## Vzrok
Vzrok za moten vid pri sivi mreni so motnjave, ki se pojavijo v očesni leči, ki se v očesu nahaja neposredno za šarenico. Prihaja do sprememb v beljakovinskih vlaknih leče, ki se starajo in sklerozirajo. Leča zato porumeni in izgubi prožnost. Glavna funkcija te leče je lom svetlobnih žarkov, ki prehajajo v oko, in njihovo projiciranje na točno določen predel očesnega ozadja, imenovan rumena pega. V primeru motne leče svetloba slabše prehaja preko le-te in se na njej tudi nepravilno lomi, posledica tega pa je nejasen vid.

## Simptomi
Siva mrena se običajno razvija polagoma preko več let. Zgodnji simptomi so izguba kontrasta, bleščanje, potreba po čedalje večji osvetlitvi za dober vid ter težave pri razločevanju temnomodre in črne barve. Kasneje se pojavi zamegljen vid. Poslabšanje vida je odvisno od lege, obsežnosti in gostote zamotnitve leče. Lahko se izboljša daljnovidnost pri bolnikih, ki so prej potrebovali očala za branje, ter se pojavi kratkovidnost. Siva mrena je težko opazna, saj šele zamotnitev sprednjega dela leče pokaže belkasto sled. Po navadi se pojavi na obeh očesih, večinoma pa je eno oko bolj prizadeto od drugega. Siva mrena ne boli, lahko pa povzroči oteklost očesne leče in zvišan tlak v očeh (glavkom), kar postane boleče.

## Zdravljenje
Spremembe na leči so nepopravljive, tako da je vid mogoče povrniti le z operativno odstranitvijo zamotnjenih leč in njihovo nadomestitvijo z umetnimi. Ker umetna leča nima sposobnosti akomodacije (prilagoditve), mora bolnik dodatno uporabljati tudi očala za branje. Pri zgodnejši obliki sive mrene lahko pomaga tudi dolgotrajna dilatacija (razširitev) zenice z uporabo fenilefrina vsake 4 do 8 ur.
Operacija sive mrene je priporočena takrat, ko je bolnik omejen pri svojih vsakodnevnih opravilih, v primerih, ko je prisotna očesna bolezen, povzročena z očesno lečo (npr. fakolitični glavkom), in pa takrat, ko si je potrebno ustvariti pregledno očesno ozadje (npr. sladkorni bolniki). Za sodobno tehniko operacije sive mrene je značilen minimalno invaziven pristop. Operacija sive mrene je v razvitem svetu eden najpogosteje izvajanih operativnih posegov v oftalmologiji in medicini nasploh.